# Secretari (ocell)
El secretari o serpentari (Sagittarius serpentarius) és una espècie d'aspecte atípic entre les rapinyaires. Única espècie de la família dels sagitàrids (Sagittariidae), dins l'ordre dels accipitriformes; és endèmic de la zona afrotròpica, en sabanes i estepes, però també en zones forestals. El seu estat de conservació es considera en perill d'extinció.

## Morfologia
Fa 125-150 cm i té un bec típic dels rapinyaires, però les seves llargues potes semblen les d'una cigonya. A la part posterior del cap hi ha un pinzell de llargues plomes negres. Llargues rectrius centrals a la cua. Color general gris per sobre i blanc per sota. Les plomes cobertores, les rèmiges i part de les escapulars són negres. Per enlairar-se li cal fer una carrera, però una vegada s'aixeca, plana amb facilitat.

## Ecologia
Excel·lent marxador, pot recórrer prop de 25 km diaris per la sabana a la cerca d'aliment. Atrapa les seves preses amb un cop amb les potes. Quan ataca una serp, fa servir les ales com a escut. Menja saltamartins, tortugues, rosegadors, serps, llangardaixos i altres petits vertebrats.
Construeix el niu a les branques d'un arbre mort. Pon de 2 a 3 ous, que cova durant 45 dies. Les cries romanen al niu uns 80 dies. Quan abandonen el niu ja són molt semblants als adults.